# Two Point Studios
Two Point Studios es una empresa británica de desarrollo de videojuegos fundada el 26 de julio de 2016 por Ben Hymers, Mark Webley y Gary Carr. Carr y Webley habían trabajado anteriormente en títulos que incluyen Theme Hospital, Black & White y la serie Fable para Bullfrog Productions y más tarde Lionhead Studios, Two Point Studios tiene otros desarrolladores de esas compañías y de Mucky Foot Productions. En mayo de 2019, la empresa fue adquirida por Sega y pasó a formar parte de Sega Europa.

## Historia
En mayo de 2017, Two Point Studios anunció que había firmado una asociación editorial con Sega para un juego de simulación. La asociación es parte del plan de Sega para localizar y apoyar a desarrolladores talentosos y aportar su experiencia al mercado de los videojuegos. John Clark, vicepresidente senior de publicaciones comerciales de Sega Europa, afirmó que la visión de Two Point Studios es compatible con los principios de creación de franquicias de Sega.
Two Point Studios reveló su primer juego como Two Point Hospital, un sucesor espiritual de Theme Hospital, en enero de 2018 para su lanzamiento ese mismo año para Microsoft Windows. En julio de 2018, Steam comenzó a aceptar pedidos anticipados del juego, que se lanzó el 30 de agosto de 2018, para Linux, macOS y Windows. Sega anunció en julio de 2019 que el juego se llevará a las consolas Nintendo Switch, PlayStation 4 y Xbox One.Los desarrolladores pretenden que este sea el primero de varios otros juegos de simulación, inspirados en juegos anteriores de Bullfrog, que también están planeados y compartirán similitudes y elementos narrativos entre sí.
En junio de 2021, Two Point Campus se anunció el 10 de junio de 2021, aunque se filtró a través de la tienda Xbox el 31 de mayo. Two Point Campus estaba originalmente programado para lanzarse para Linux, macOS, Nintendo Switch, PlayStation 4, PlayStation 5, Windows, Xbox One y Xbox Series X/S el 17 de mayo de 2022, finalmente se lanzó el 9 de agosto de 2022.
En agosto de 2024, Two Point Campus anunció Two Point Museum. se lanzó en marzo de 2025.

## Juegos desarrollados
| Año  | Juego              | Plataformas                                                                                               |
| ---- | ------------------ | --- |
| 2018 | Two Point Hospital | Microsoft Windows, MacOS, Linux                                                                           |
| 2020 | Two Point Hospital | Nintendo Switch, PlayStation 4, Xbox One                                                                  |
| 2022 | Two Point Campus   | Microsoft Windows, MacOS, Linux, Nintendo Switch, PlayStation 4, PlayStation 5, Xbox One, Xbox Series X/S |
| 2025 | Two Point Museum   | Microsoft Windows, MacOS, Linux, PlayStation 5, Xbox Series X/S, Nintendo Switch 2                        |